# Mike Sehr
Mike Sehr es un deportista alemán que compitió en bobsleigh en la modalidad doble. Ganó dos medallas de bronce en el Campeonato Europeo de Bobsleigh, en los años 1992 y 1993.

## Palmarés internacional
| Campeonato Europeo | Campeonato Europeo   | Campeonato Europeo | Campeonato Europeo |
| Año                | Lugar                | Medalla            | Prueba             |
| ------------------ | -------------------- | ------------------ | ------------------ |
| 1992               | Königssee (Alemania) | Medalla de bronce  | Doble              |
| 1993               | Sankt Moritz (Suiza) | Medalla de bronce  | Doble              |